# 潘普金森特 (北卡羅萊納州)
潘普金森特（英語：Pumpkin Center）是位於美國北卡羅萊納州昂斯洛縣的普查規定居民點。

## 人口
根據2020年美國人口普查的數據，潘普金森特的面積為3.28平方千米，皆為陸地。當地共有人口1855人，而人口密度為每平方千米565.55人。